# Tường Đa
Tường Đa là một xã thuộc huyện Châu Thành, tỉnh Bến Tre, Việt Nam.

## Địa lý
Xã Tường Đa có vị trí địa lý:
- Phía đông giáp xã Tam Phước và thành phố Bến Tre
- Phía tây giáp thị trấn Tiên Thủy và xã Thành Triệu
- Phía nam giáp huyện Mỏ Cày Bắc
- Phía bắc giáp thị trấn Châu Thành và xã Phú Túc ranh giới là sông Ba Lai.

Xã Tường Đa có diện tích 22,60 km², dân số năm 2022 là 20.403 người, mật độ dân số đạt 902 người/km².

## Hành chính
Xã Tường Đa được chia thành 10 ấp: An Bình, An Hòa, Bình An, Định Thọ, Hòa Chánh, Hòa Thanh, Hòa Trung, Thanh Bình, Thạnh Hưng, Thuận Điền.

## Lịch sử
Tính đến ngày 31 tháng 12 năm 2022, xã Tường Đa có 4 ấp: Bình An, Định Thọ, Thanh Bình, Thạnh Hưng. Xã Sơn Hòa có 2 ấp: Hòa Chánh, Hòa Trung. Xã An Hiệp có 4 ấp: An Bình, An Hòa, Hòa Thanh, Thuận Điền.
Ngày 24 tháng 10 năm 2024, Ủy ban Thường vụ Quốc hội ban hành Nghị quyết số 1237/NQ-UBTVQH15 về việc sắp xếp đơn vị hành chính cấp xã của tỉnh Bến Tre giai đoạn 2023 – 2025 (nghị quyết có hiệu lực từ ngày 1 tháng 12 năm 2024). Theo đó, sáp nhập toàn bộ 5,81 km² diện tích tự nhiên, quy mô dân số là 6.202 người của xã Sơn Hòa và toàn bộ 7,28 km² diện tích tự nhiên, quy mô dân số là 7.069 người của xã An Hiệp vào xã Tường Đa.
Xã Tường Đa có 22,60 km² diện tích tự nhiên và quy mô dân số là 20.403 người.